# IC 1272
IC 1272 — галактика типу *Grp (велика група зірок) у сузір'ї Геркулес.
Цей об'єкт міститься в оригінальній редакції індексного каталогу.